# Transfiguración de Jesús
La transfiguración de Jesús es un evento narrado en los evangelios sinópticos según san Mateo, san Marcos y san Lucas, en el que Jesús se transfigura y se vuelve radiante en gloria divina sobre una montaña.
En estos pasajes, Jesús y tres de sus apóstoles, Pedro, Santiago y Juan el Apóstol se dirigen a una montaña (Monte Tabor o Monte de la Transfiguración) a orar. En la montaña, Jesús empieza a brillar con rayos brillantes de luz, generalmente llamada «luz tabórica». Entonces los profetas Moisés y Elías aparecen al lado de él y habla con ellos. Entonces Jesús es llamado "Hijo" por una voz en el cielo, que es Dios Padre, como en el Bautismo de Jesús.
Muchas tradiciones cristianas, incluidas las iglesias ortodoxia bizantina, católica, luterana y anglicana, conmemoran el acontecimiento en la Fiesta de la Transfiguración, como una importante festividad.  En el original griego koiné, la palabra μετεμορφώθη (metemorphōthē), "fue transformado", se utiliza para describir el evento en Lucas y Marcos. En la ortodoxia griega, el evento se llama la metamorphosis.

## Significado
La transfiguración es uno de los milagros de Jesús en los Evangelios. Este milagro es único entre otros que aparecen en los evangelios canónicos, en el sentido de que el milagro le sucede al propio Jesús. Tomás de Aquino consideraba la transfiguración "el mayor milagro", en cuanto complementaba al bautismo y mostraba la perfección de la vida en el Cielo. La transfiguración es uno de los cinco hitos principales de la narración evangélica de la vida de Jesús, siendo los otros el bautismo, la crucifixión, la resurrección y la ascensión.  En 2002, el papa Juan Pablo II introdujo los Misterios luminosos en el rosario, que incluyen la Transfiguración.
En las enseñanzas cristianas, la transfiguración es un momento crucial, y el escenario de la montaña se presenta como el punto donde la naturaleza humana se encuentra con Dios: el lugar de encuentro de lo temporal y lo eterno, con Jesús como punto de conexión, actuando como puente entre el cielo y la tierra. Además, los cristianos consideran que la transfiguración cumple una profecía mesiánica del Antiguo Testamento según la cual Elías volvería de nuevo tras su ascensión (Malaquías 4:5-y Malaquías 4:6|6). Gardner (2015, p. 218) afirma: 

El último de los profetas escritores, Malaquías, prometió un retorno de Elías para mantener la esperanza del arrepentimiento antes del juicio (Malaquías 4:5-6). ... El propio Elías reaparecería en la Transfiguración. Allí aparecería junto a Moisés como representante de todos los profetas que esperaban la llegada del Mesías (Mateo 17:2-9; Marcos 9:2-10; Lucas 9:28-36). ... El sacrificio redentor de Cristo era el objetivo por el que Elías había ministrado . ... Y fue el objetivo sobre el que Elías habló a Jesús en la Transfiguración.

## Evangelio según San Lucas 9, 28-36
28 Aconteció como 8 días después de estas palabras, que tomó a Pedro, a Juan y a Santiago, y subió al monte a orar;

29 Y entre tanto que oraba, la apariencia de su rostro se puso brillante, y su vestido blanco y resplandeciente.
30 Y he aquí dos varones que hablaban con él, los cuales eran Moisés y Elías.
31 Quienes aparecieron rodeados de gloria, y hablaban de su partida, que iba Jesús a cumplir en Jerusalén.
32 Y Pedro y los que estaban con él estaban rendidos de sueño; más permaneciendo despiertos, vieron la gloria de Jesús, y a los dos varones que estaban con él.
33 Y sucedió que apartándose ellos de él Pedro dijo a Jesús: Maestro, bueno es para nosotros que estemos aquí; si quieres, hagamos aquí tres enramadas: una para ti, otra para Moisés, y otra para Elías; no sabiendo que le decía.
34 Mientras él decía esto, vino una nube que nos cubrió; y tuvieron temor al entrar en la nube.
35 Y vino una voz desde la nube que decía: Este es mi Hijo el elegido, escuchadle.

36 Y cuando cesó la voz, Jesús fue hallado solo, y ellos callaron, y por aquellos días no dijeron nada a nadie de lo que habían visto.

## Relatos del Nuevo Testamento

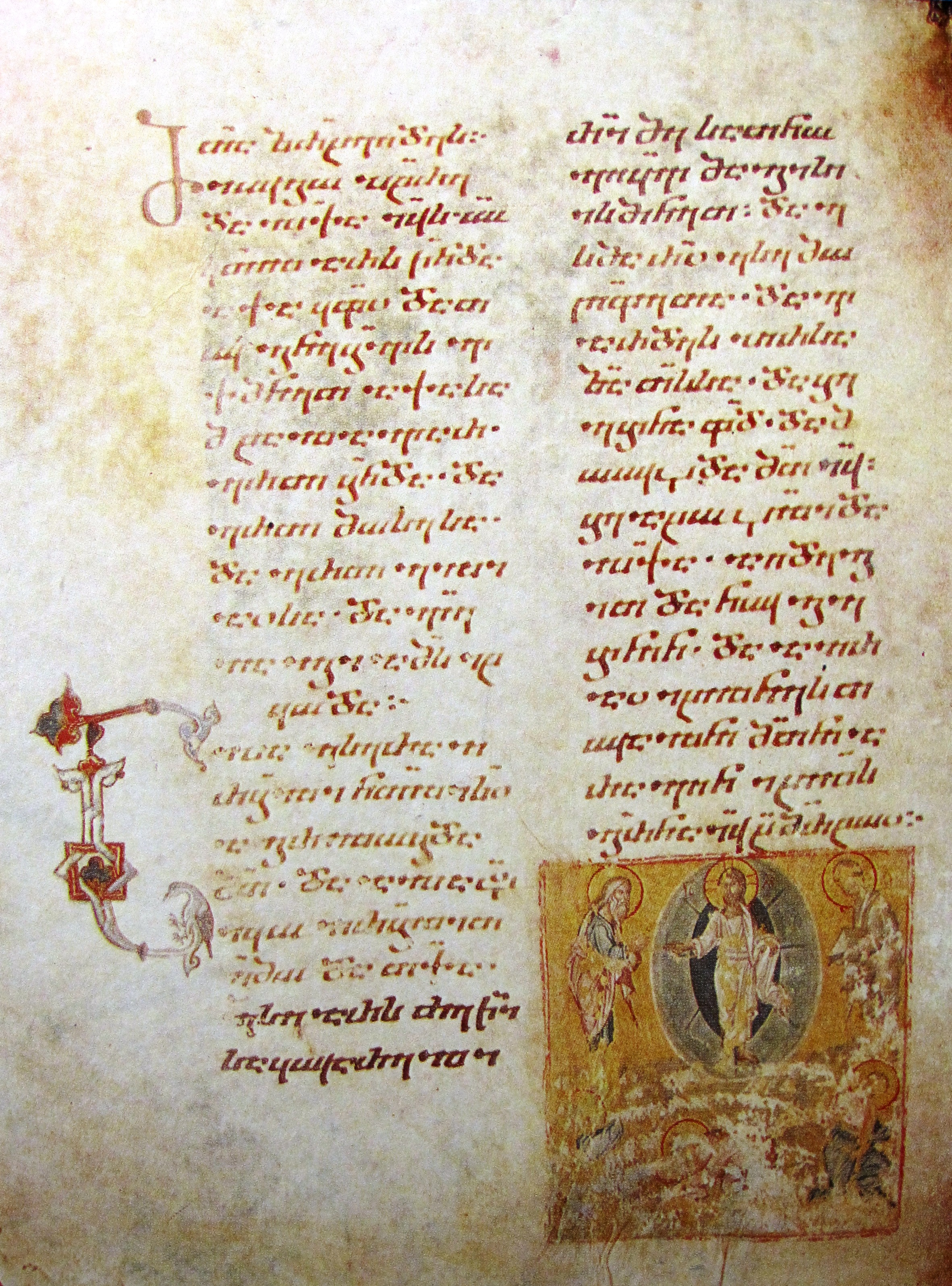
Manuscrito en georgiano de la Transfiguración en el Evangelio de Marcos, 1300.

En los Evangelios sinópticos,  (Marcos 9:2-8, Lucas 9:28-36), el relato de la transfiguración ocurre hacia la mitad de la narración.. Es un episodio clave y sigue casi inmediatamente a otro elemento importante, la Confesión de Pedro: «tú eres el Cristo» (Mateo 9:20 Marcos 8:29, Lucas 9:20). El relato de la transfiguración actúa como una revelación más de la identidad de Jesús como Hijo de Dios a algunos de sus discípulos.
En los evangelios, Jesús toma consigo a Pedro; Santiago, hijo de Zebedeo; y al hermano de Santiago, Juan, y sube a una montaña, que no se nombra. Una vez en el monte, NVI afirma que Jesús se transfiguró delante de ellos; su rostro resplandecía como el sol, y sus vestidos se volvieron blancos como la luz. En ese momento aparecen el profeta Elías representando a los profetas y Moisés representando a la Ley y Jesús comienza a hablar con ellos. Lucas afirma que hablaron del éxodo (εξοδον) de Jesús que estaba a punto de realizar en Jerusalén (NIV). Lucas también es específico en la descripción de Jesús en un estado de gloria, con Lucas 9:32 refiriéndose a «vieron su gloria».
Justo cuando Elías y Moisés empiezan a marcharse de la escena, Pedro empieza a preguntar a Jesús si los discípulos deberían hacer tres tiendas para él y los dos profetas. Esto se ha interpretado como un intento de Pedro de mantener a los profetas allí más tiempo. Pero antes de que Pedro pueda terminar, aparece una nube brillante, y una voz desde la nube declara: Este es mi Hijo amado, en quien tengo complacencia; escuchádle. (NIV) Los discípulos caen al suelo asustados, pero Jesús se acerca y los toca, diciéndoles que no tengan miedo. Cuando los discípulos levantan la vista, ya no ven a Elías ni a Moisés.
Cuando Jesús y los tres apóstoles bajan de la montaña, Jesús les dice que no cuenten a nadie «las cosas que habían visto» hasta que el Hijo del Hombre haya resucitado de entre los muertos. Los apóstoles se preguntan entre sí respecto a lo que Jesús quería decir con resucitado de entre los muertos.
Además del relato principal dado en los evangelios sinópticos; en 2 Pedro 1:16-18, el apóstol Pedro se describe a sí mismo como testigo ocular de su magnificencia.
En otras partes del Nuevo Testamento, la referencia del apóstol Pablo en 2 Corinthians 3:18 a la transformación de los creyentes mediante la contemplación como en un espejo de la gloria del Señor se convirtió en la base teológica para considerar la transfiguración como el catalizador de los procesos que conducen a los fieles al conocimiento de Dios.
Aunque Mateo 17 menciona al discípulo Juan como presente durante la transfiguración, el Evangelio de Juan no lo cuenta. Esto ha dado lugar a un debate entre los eruditos, algunos sugiriendo dudas sobre la autoría del Evangelio de Juan, otros proporcionando explicaciones para ello. Una explicación, que se remonta a Eusebio de Cesarea en el siglo IV, es que Juan escribió su evangelio no para solaparse con los evangelios sinópticos, sino para complementarlos, y por eso no incluyó toda su narrativa. Otros creen que el Evangelio de Juan alude de hecho a la transfiguración, en Juan 1:14. Este no es el único incidente que no está presente en el cuarto evangelio; la institución de la Eucaristía en la Última Cena es otro ejemplo clave, lo que indica que el autor o bien no conocía estas tradiciones narrativas, no aceptaba su veracidad o decidió omitirlas. La explicación general es, pues, que el Evangelio de Juan fue escrito temáticamente, para adaptarse a los fines teológicos del autor, y tiene un estilo menos narrativo que los sinópticos.

## Teología

### Importancia

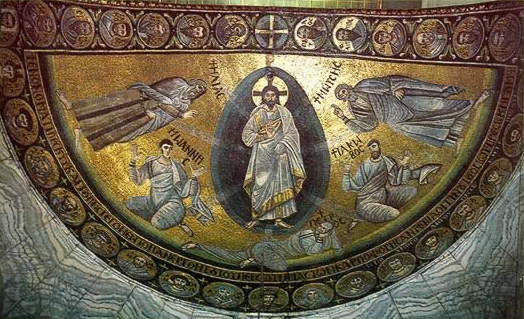
Mosaico de la Transfiguración, Monasterio de Santa Catalina del Monte Sinaí.

La teología cristiana asigna un gran significado a la Transfiguración, basándose en múltiples elementos de la narración. En las enseñanzas cristianas, la Transfiguración es un momento crucial, y el escenario de la montaña se presenta como el punto donde la naturaleza humana se encuentra con Dios: el lugar de encuentro de lo temporal y lo eterno, con Jesús como punto de conexión, actuando como puente entre el cielo y la tierra.
La transfiguración no sólo apoya la identidad de Jesús como Hijo de Dios, como en su bautismo, sino que la afirmación "escuchadle", le identifica como el mensajero y portavoz de Dios. El significado de esta identificación se ve reforzado por la presencia de Elías y Moisés, pues indica a los apóstoles que Jesús es la voz de Dios "por excelencia", y en lugar de Moisés o Elías, que representan la Ley y los profetas, se le debe escuchar a él, que supera las leyes de Moisés en virtud de su divinidad y relación filial con Dios. 2 Pedro 1:16-18, se hace eco del mismo mensaje: en la Transfiguración Dios asigna a Jesús un "honor y una gloria" especiales y es el punto de inflexión en el que Dios exalta a Jesús por encima de todos los demás poderes de la creación, y lo sitúa como gobernante y juez.
La transfiguración también se hace eco de la enseñanza de Jesús, como en Mateo 22:32, de que Dios no es el Dios de los muertos, sino de los vivos. Aunque Moisés había muerto y Elías había sido llevado al cielo siglos antes, como se indica en 2 Reyes 2:11), ahora viven en presencia del Hijo de Dios, lo que implica que el mismo retorno a la vida se aplica a todos los que se enfrentan a la muerte y tienen fe.

### Evolución histórica

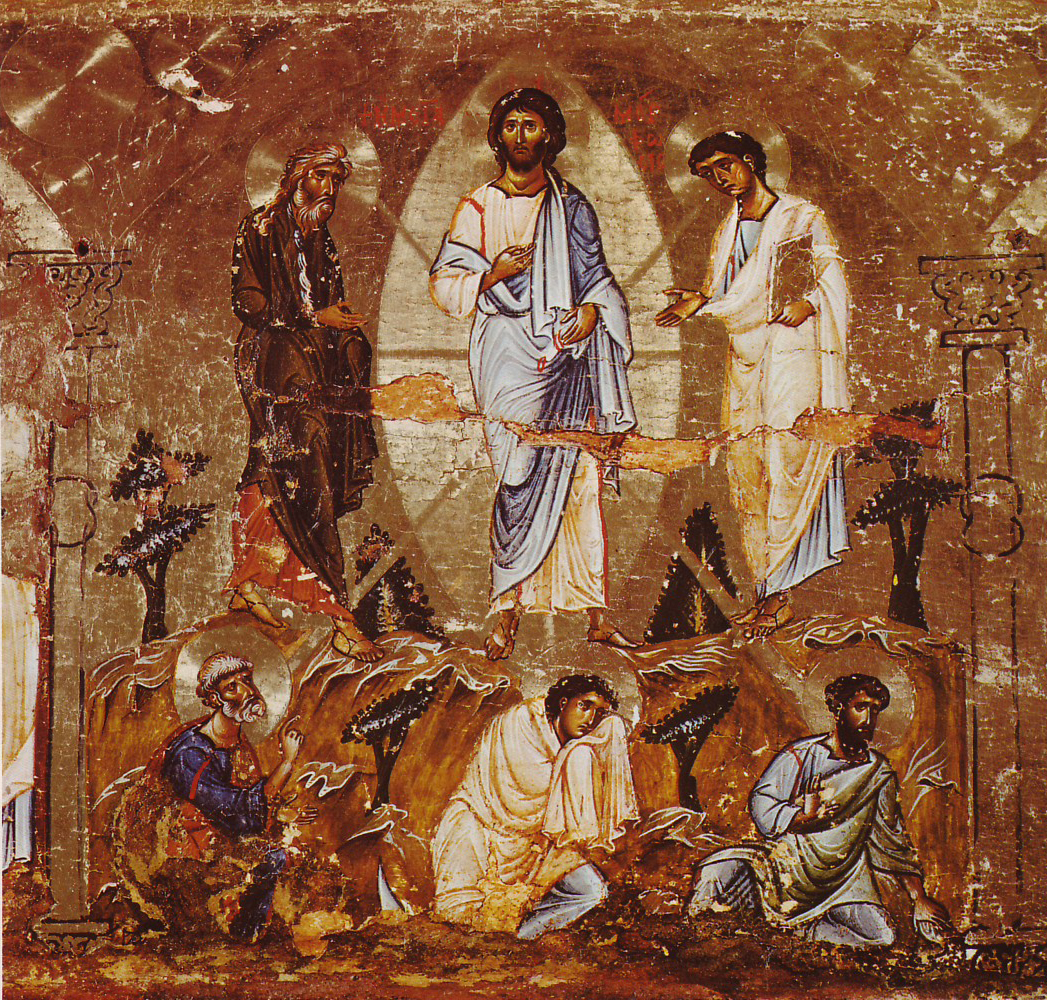
Icono de la Transfiguración del.

La teología de la transfiguración recibió la atención de los Padres de la Iglesia desde muy antiguo. En el siglo II, San Ireneo quedó fascinado por la transfiguración y escribió: la gloria de Dios es un ser humano vivo y una vida verdaderamente humana es la visión de Dios.
La teología de la transfiguración de Orígenes influyó en la tradición patrística y se convirtió en una base para los escritos teológicos de otros. Entre otras cuestiones, dada la instrucción a los apóstoles de guardar silencio sobre lo que habían visto hasta la resurrección, Orígenes comentó que los estados glorificados de la transfiguración y la resurrección debían estar relacionados.
Los Padres del Desierto enfatizaron la luz de la experiencia ascética, y la relacionaron con la luz de la Transfiguración, un tema desarrollado aún más por Evagrius Ponticus en el siglo IV. Por la misma época, san Gregorio de Nisa y más tarde Pseudo-Dionisio Areopagita desarrollaron una "teología de la luz" que influyó en las tradiciones meditativas y místicas bizantinas, como la Luz de Tabor y la theoria. La iconografía de la transfiguración continuó desarrollándose en este periodo de tiempo, y existe una representación simbólica del siglo VI en el ábside de la Basílica de San Apolinar en Classe y una representación muy conocida en el Monasterio de Santa Catalina del Monte Sinaí en Egipto.
Los padres bizantinos a menudo se basaban en metáforas muy visuales en sus escritos, lo que indica que pueden haber sido influenciados por la iconografía establecida. Los extensos escritos de Máximo el Confesor pueden haber sido moldeados por sus contemplaciones en el katholikon en el Monasterio de Santa Catalina ya que no es un caso único de una idea teológica que aparece en los iconos mucho antes de que aparezca en los escritos.
En el siglo VII, San Máximo el Confesor dijo que los sentidos de los apóstoles se transfiguraron para permitirles percibir la verdadera gloria de Cristo. En la misma línea, basándose en 2 Corintios 3:18, a finales del siglo XIII el concepto de "transfiguración del creyente" se había estabilizado y san Gregorio Palamas consideraba que el "verdadero conocimiento de Dios" era una transfiguración del hombre por el Espíritu de Dios. La transfiguración espiritual del creyente siguió siendo entonces un tema para lograr una unión más estrecha con Dios.
Una de las generalizaciones de la creencia cristiana ha sido que la Iglesia de Oriente enfatiza la transfiguración mientras que la Iglesia de Occidente se centra en la crucifixión; sin embargo, en la práctica ambas ramas siguen otorgando significado a ambos acontecimientos, aunque persisten matices específicos. Un ejemplo de estos matices son los santos signos de la Imitación de Cristo. A diferencia de los santos católicos como Padre Pío o san Francisco,que consideraban los estigmas un signo de la imitación de Cristo, los santos ortodoxos orientales nunca han informado de estigmas, pero santos como san Serafín y Silouan han informado de haber sido transfigurados por una luz interior de gracia. 

### Transfiguración y resurrección

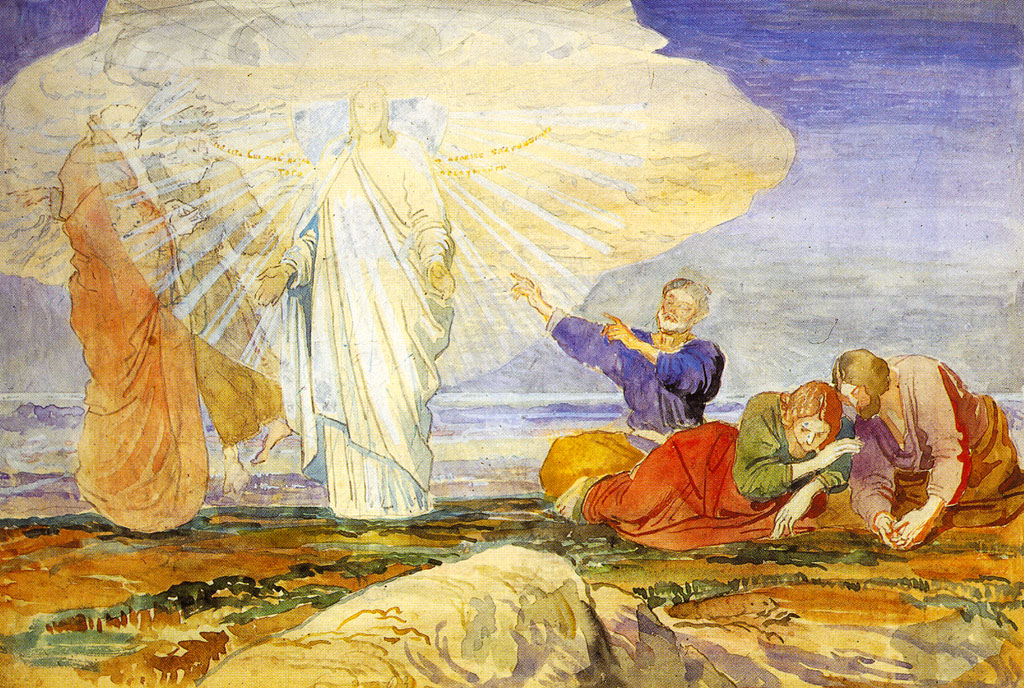
Transfiguración por Alexander Ivanov, 1824.

La conexión inicial de Orígenes de la transfiguración con la resurrección continuó influyendo en el pensamiento teológico mucho tiempo después. Esta conexión continuó desarrollándose tanto en la dimensión teológica como en la iconográfica, que, sin embargo, a menudo se influyeron mutuamente. Entre los siglos VI y IX, la iconografía de la transfiguración en la Cristiandad oriental influyó en la iconografía de la resurrección, representando a veces diversas figuras junto a un Cristo glorificado.
Ésta no era sólo una opinión dentro de la Iglesia oriental y en Occidente, la mayoría de los comentaristas de la Edad Media consideraban la transfiguración un anticipo del cuerpo glorificado de Cristo tras su resurrección. Como ejemplo, en el siglo VIII, en su sermón sobre la transfiguración, el monje de la Benedictino Ambrosius Autpertus relacionó directamente la aparición del Cena de Emaús en la Lucas 24:39 con la narración de la transfiguración de Mateo 17:2, y afirmó que en ambos casos, Jesús "fue cambiado a una forma diferente, no de naturaleza, sino de gloria". 
El concepto de la transfiguración como anticipo y anticipación de la resurrección incluye varios componentes teológicos. Por un lado, advierte a los discípulos, y por tanto al lector, que la gloria de la transfiguración, y el mensaje de Jesús, sólo pueden entenderse en el contexto de su muerte y resurrección, y no simplemente por sí solos..
Cuando la transfiguración se considera una anticipación de la Resurrección, la presentación de un Jesús resplandeciente en el monte de la transfiguración como el Hijo de Dios a quien se debe escuchar puede entenderse en el contexto de la declaración de Jesús en las apariciones de la Resurrección en Mateo 28:16-20 toda autoridad me ha sido dada en el cielo y en la tierra.

### Presencia de profetas
La presencia de los profetas junto a Jesús y la percepción de los discípulos han sido objeto de debate teológico. Orígenes fue el primero en comentar que la presencia de Moisés y Elías representaba la "Ley y los profetas", refiriéndose a la Torá (también llamada Pentateuco) y el resto de la Biblia hebrea. Martín Lutero continuó viéndolos como los Ley y los Profetas respectivamente, y su reconocimiento y conversación con Jesús como símbolo de cómo Jesús cumple "la ley y los profetas"..
Más recientemente, el erudito Caleb Friedeman ha argumentado que la aparición de Moisés y Elías juntos en la Transfiguración se debió a que ambos presenciaron teofanías similares en el monte Sinaí. Friedeman afirma que, a la luz de ambas teofanías veterotestamentarias, la Transfiguración debe considerarse como una teofanía en la que Jesús pone de manifiesto su divinidad.
La presencia real de Moisés y Elías en el monte es rechazada por aquellas iglesias e individuos que creen en el "sueño del alma" (mortalismo cristiano) hasta la resurrección. Varios comentaristas han señalado que el Evangelio de Mateo describe la transfiguración utilizando la palabra griega horama (Mateo 17:9), según Thayer más utilizada para una "visión" sobrenatural que para hechos físicos reales, y concluyó que Moisés y Elías no estaban realmente allí.
En la doctrina de la Iglesia de Jesucristo de los Santos de los Últimos Días, Moisés y Elías ministraron a Cristo como "espíritus de justos hechos perfectos".

## Ubicación de la montaña

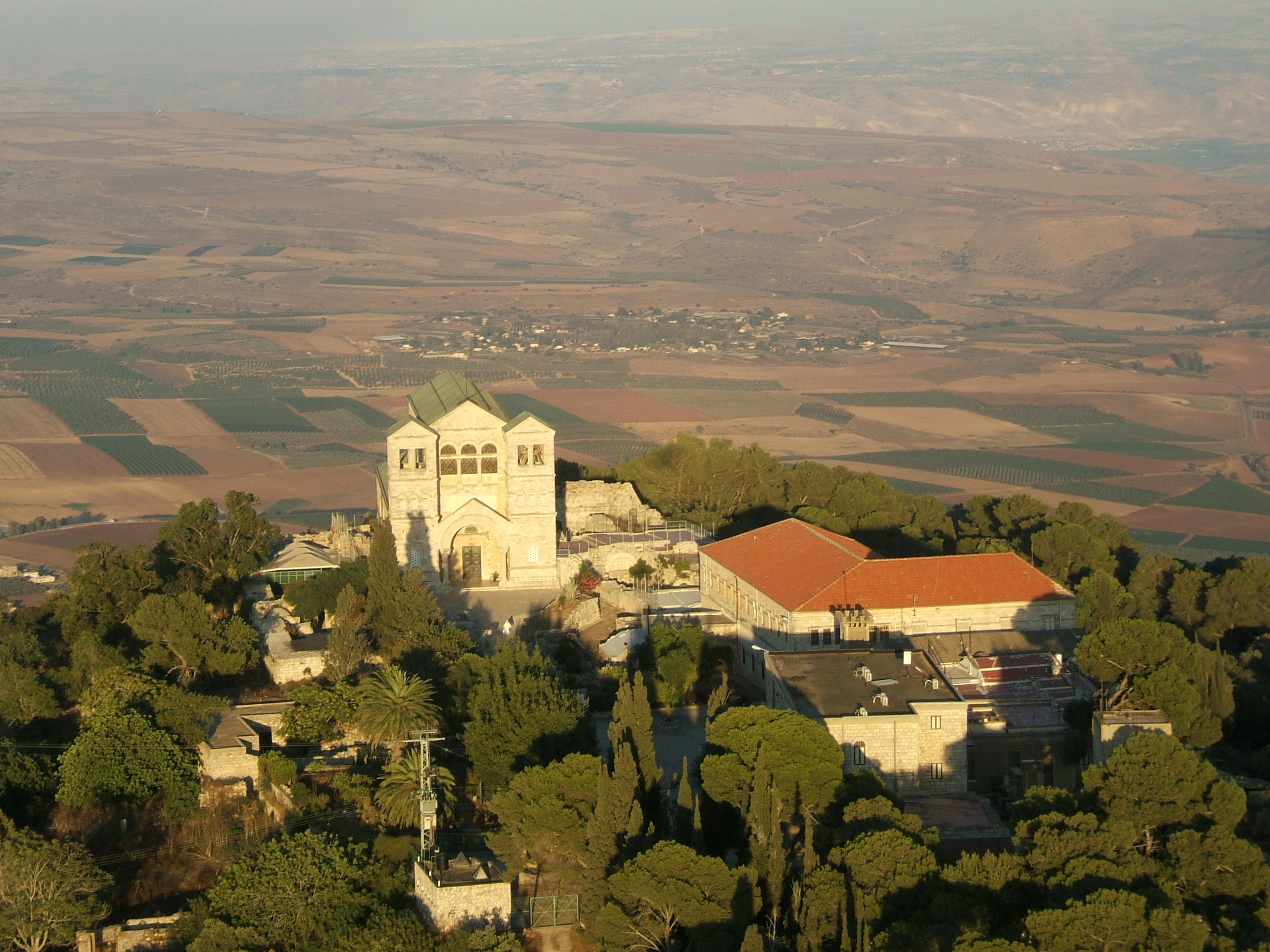
La Basílica de la Transfiguración franciscana en el Monte Tabor en Israel. El Monte Tabor se identifica tradicionalmente como el Monte de la Transfiguración.

Ninguno de los relatos bíblicos identifica la "alta montaña" de la escena por su nombre. Desde el siglo III, algunos cristianos han identificado al Monte Tabor como el lugar de la transfiguración, incluyendo a Orígenes. El Tabor ha sido durante mucho tiempo un lugar de peregrinación cristiano y es el sitio de la Basílica de la Transfiguración. En 1808, Henry Alford expresó sus dudas sobre Tabor debido a la posible utilización continua por parte de los romanos de una fortaleza que Antíoco el Grande construyó en Tabor en 219 a. C. En respuesta, se ha sugerido que incluso si Tabor fue fortificado por Antíoco, esto no descarta una transfiguración en la cumbre. Josefo menciona que durante la guerra judía se construyó un muro a lo largo del perímetro superior en 40 días y no menciona ninguna estructura previamente existente.
John Lightfoot sugiere que el Tabor se encuentra demasiado lejos pero que debe ser "alguna montaña cerca de Cesarea de Filipo". El candidato habitual, en este caso, es el monte Panium, Paneas o Banias, una pequeña colina en la fuente del Jordán, cerca del pie sobre el cual se construyó Cesarea de Filipo.
William Hendriksen en su comentario sobre Mateo (1973) sugiere al monte Merón.
Whittaker (1984) propone que era el monte Nebo, principalmente con base en que fue el lugar desde donde Moisés vio la tierra prometida y un paralelismo en las palabras de Jesús al descender del monte de la transfiguración: "Le dirás a este monte (es decir, de la transfiguración), 'Muévete de aquí para allá' (es decir, la tierra prometida), y se moverá, y nada será imposible para ti."
France (1987) señala que el monte Hermón es el más cercano a Cesarea de Filipo, mencionado en el capítulo anterior de Mateo. De manera similar, Meyboom (1861) identificó "Djebel-Ejeik",  aunque esto puede deberse a una confusión con Yabal el-Sheij, el nombre árabe de Monte Hermón.
Edward Greswell, sin embargo, escribiendo en 1830, afirmó no encontrar "ninguna buena razón para cuestionar la antigua tradición eclesiástica, que supone que fue en el monte Tabor".
Una explicación alternativa es entender el Monte de la Transfiguración como una topografía simbólica en los evangelios. Como señala Elizabeth Struthers Malbon, la montaña es de manera figurativa el lugar de encuentro entre Dios y los seres humanos, y, por tanto, es el paisaje ideal para que ocurra una epifanía o teofanía.

## Celebración de la Transfiguración

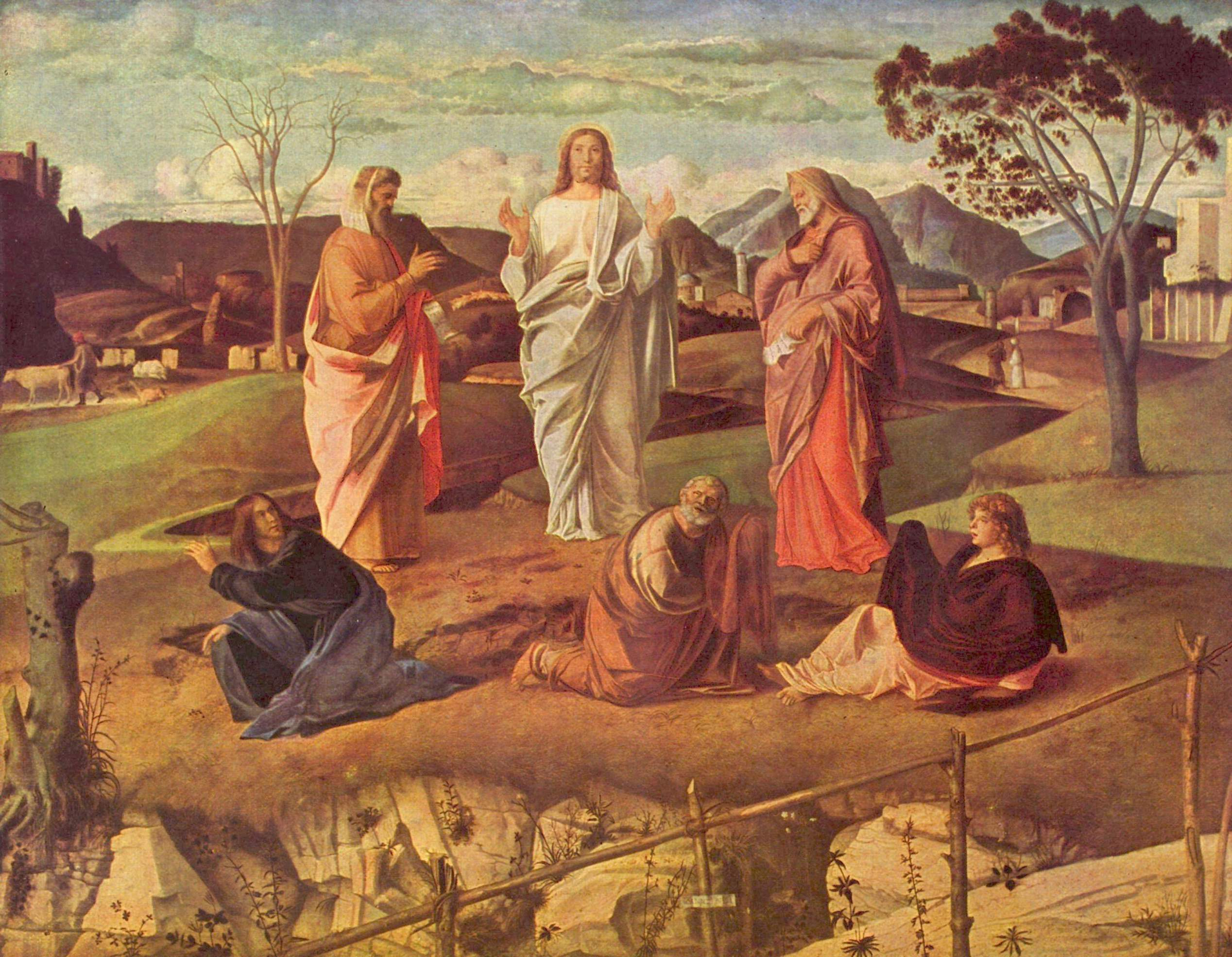
La Transfiguración. Giovanni Bellini, 1480.

La Iglesia Católica recuerda este hecho el 6 de agosto y el II Domingo de Cuaresma.

«...Toda la escena es la "manifestación" plena de Jesús el enviado del Padre para llevar a la plenitud el misterio de la redención, para que todos los pueblos en Él tengan vida. Ese Jesús que había sido presentado a los pobres pastores, a los magos, a todo el pueblo en el río Jordán, ahora es presentado por el Padre a los discípulos predilectos para que en el momento del dolor en el huerto de los Olivos y de la muerte en cruz, sea reconocido como el Divino Salvador, el Hijo enviado por el Padre. Pero esa palabra del Padre: "escuchadlo" debe resonar fuertemente en nuestra mente y en nuestro corazón. San Pedro jamás la olvidó, como hemos escuchado en su segunda carta: "Y nosotros escuchamos esta voz, venida del cielo mientras estábamos con él el monte santo"...»

## Batalla de Belgrado
La figura del Divino Salvador se relaciona con victoria europea cuando los otomanos atacaron a Belgrado en 1456, donde el ejército cristiano bajo el comando de Juan Hunyadi defendió con éxito la ciudad. Esto sucede durante el pontificado de Calixto III quien dijo que en Belgrado había «salvado el mundo», y ordenó la construcción de iglesias al Divino Salvador del Mundo.[cita requerida] Cuarenta años después Cristóbal Colón, nombró San Salvador a la primera tierra que tocó y ocupó, en las Bahamas al norte de Cuba.

## Iglesias dedicadas a Jesús Transfigurado

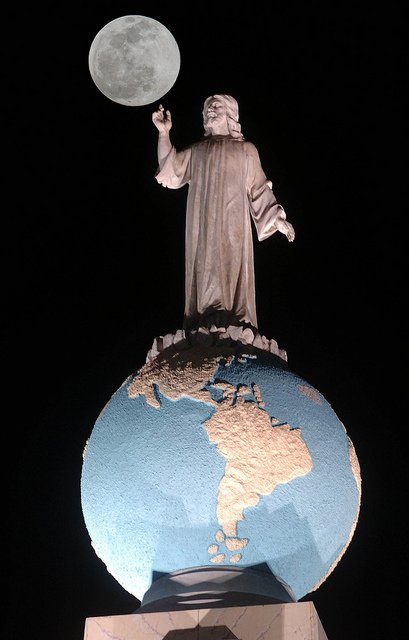
Monumento al Divino Salvador del Mundo, San Salvador.

### México
- La Iglesia del Divino Salvador está ubicada en el pueblo de San Salvador Tecamachalco en el Municipio de La Paz Estado de México, México; Construida en el siglo XVII.

- La Catedral de Morelia, Michoacán. Presenta dicha dedicatoria principal al haber concluido su construcción el 6 de agosto de 1744. Es posible observar la mencionada dedicatoria en el retablo central de la fachada principal.

- La Parroquia de la Transfiguración del Señor, ubicada en el pueblo homónimo en el Nicolás Romero, Estado de México.
- Parroquia del Santo Cristo, perteneciente a la Diócesis de Torreón.

### Argentina
- En la ciudad argentina de San Salvador de Jujuy, capital de la norteña provincia de Jujuy se encuentra la Catedral Basílica de San Salvador (del siglo XVII, elevada a Catedral en 1935 y, declarada Basílica el 1 de septiembre de 1971), bello y sencillo exponente de la arquitectura colonial española en la que predomina el estilo herreriano con detalles barrocos. En su interior puede apreciarse un hermoso púlpito de estilo colonial, tallado en ñandubay y cedro, uno de los más antiguos y bellos del país.
- También es digna de mención la Iglesia del Salvador de la Compañía de Jesús en la Ciudad de Buenos Aires (Av. Callao 582, casi esquina Tucumán), templo comenzado a construir en 1876 bajo dirección del Arq. Pedro Luzzetti en estilo renacentista; terminado parcialmente en 1883 y completado con las torres en 1887. En su espléndido interior se destacan el púlpito de mármol rosa, las columnas de malaquita, los apliques de bronce, el techo con vigas de quebracho y una magnífica estatua de san Miguel arcángel lanceando al demonio. Esta iglesia forma parte del circuito turístico de la ciudad relacionado con el papa Francisco por la pertenencia de ambos a la Compañía de Jesús.

### Uruguay
- En la Plaza del Ejército en el centro geográfico de Montevideo está ubicada la Capilla de la Transfiguración, dedicada a Jesús Transfigurado, única en el país.

### Chile
- En la ciudad chilena de Valparaíso, se encuentra la iglesia de La Matriz, en la que ocurrió un hecho particular. En el año 1868 se dieron cuenta de que la iglesia no tenía un santo patrono a quien celebrar, su nombre era como ahora, sólo La Matriz. Para solucionar este "inconveniente", ese mismo año se decidió hacer una votación popular para elegir al santo o santa patrona de la iglesia y de la ciudad, los candidatos fueron los siguientes: el Salvador del Mundo y La Virgen María. Si bien el ganador fue Jesús, la iglesia sigue siendo conocida como La Matriz.

### Colombia
- La Parroquia Divino Salvador está ubicada en Bogotá, Colombia; precedida por los sacerdotes de la comunidad salvatoriana.

### Cuba
- En la provincia cubana de La Habana, concretamente en el municipio de El Cerro, se encuentra la parroquia El Salvador del Mundo, erigida de madera en el año 1800 y reparada en 1807.[59]

### El Salvador
- Se ha consagrado con el nombre de Catedral Metropolitana de San Salvador a la iglesia principal de la arquidiócesis católica de San Salvador, en El Salvador, y sede del arzobispo metropolitano.

### España

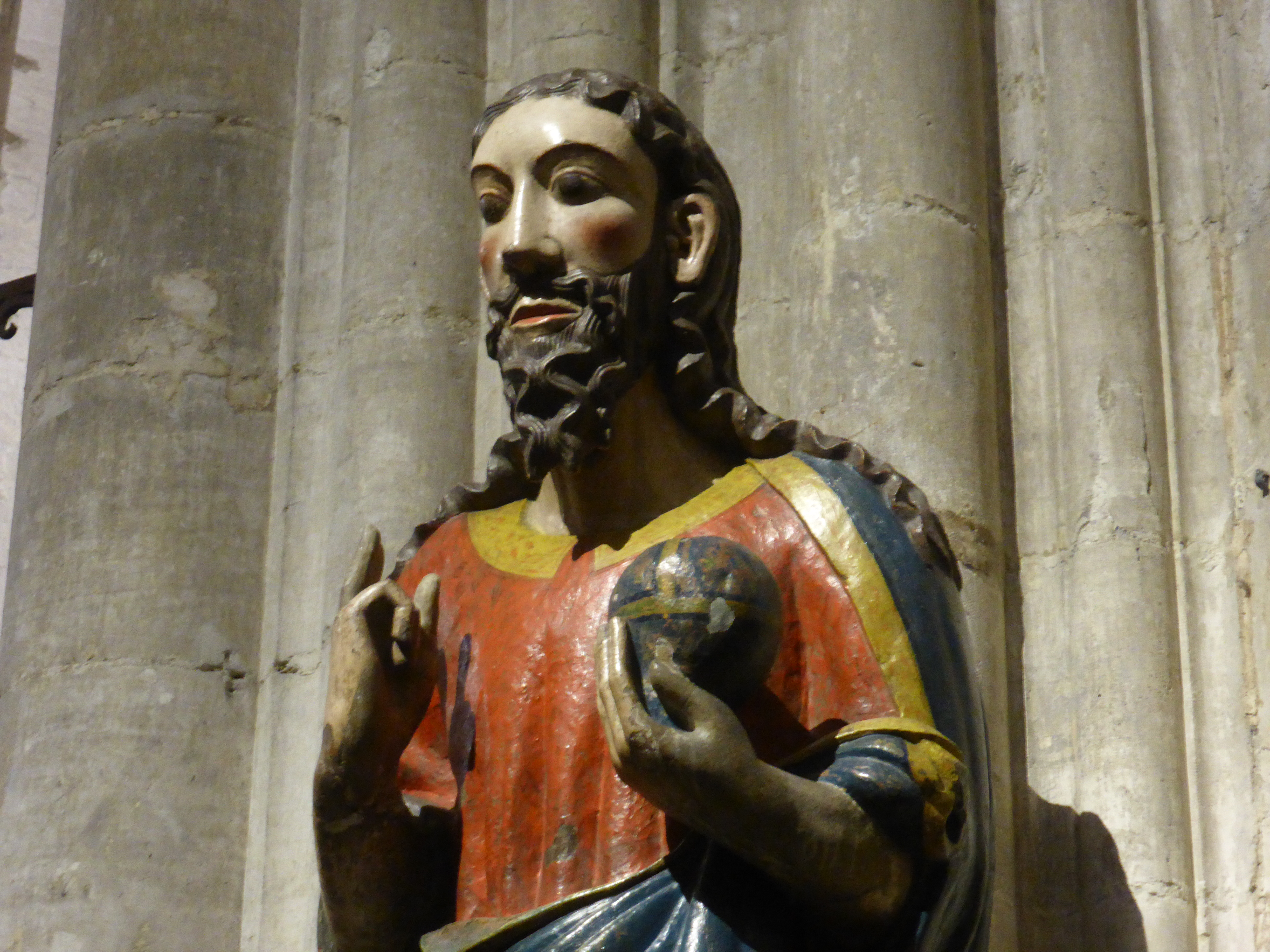
Imagen medieval de El Salvador. Cristo bendiciendo y con la esfera cósmica. Catedral de Oviedo.

- Catedral del Salvador de Albarracín, en Teruel. Sede metropolitana de la Diócesis de Teruel y Albarracín. Retablo central de la transfiguración del Señor.
- La Santa Iglesia Basílica Catedral Metropolitana de San Salvador es una catedral de estilo gótico que se encuentra en la ciudad de Oviedo (Principado de Asturias). Es conocida también como Sancta Ovetensis, refiriéndose a la calidad y cantidad de las reliquias que contiene.
- La Catedral del Salvador en su Epifanía, habitualmente llamada «la Seo», es una de las dos catedrales metropolitanas de Zaragoza (Aragón). Iniciada su construcción en el siglo XII, la componen los estilos románico, gótico, mudéjar, renacentista, barroco y neoclásico.
- La Catedral de Jerez de la Frontera bajo la advocación de Nuestro Señor San Salvador pertenece a la Diócesis de Asidonia-Jerez y radica en la ciudad de Jerez de la Frontera (Cádiz, España). Es una construcción del siglo XVII que aúna los estilos gótico, barroco y neoclásico.
- La Catedral de Ávila, considerada la primera Catedral gótica de España, está dedicada a Cristo Salvador
- Es el Patrono de La Matanza de Acentejo en Tenerife, donde se encuentra la Iglesia del Salvador del Mundo el cual es una derivación de la Transfiguración de Jesús.
- La Sacra Capilla del Salvador del Mundo, en Úbeda, es además un panteón funerario.
- La Iglesia del Divino Salvador, en Carmona, templo construido en 1700 sobre los restos de la antigua capilla dedicada al patrón del municipio, San Teodomiro, y en la cual destaca el gran Retablo Mayor.
- La Iglesia de la Transfiguración del Señor, en Ibi (Alicante), que ya se denominaba así en el siglo XVI.
- La Iglesia Colegial del Divino Salvador, en Sevilla, fundada en 1679.
- La Parroquia de Nuestro señor y Salvador en Ayamonte (Huelva), construida sobre el 1400.

### Venezuela
- En la ciudad de Caracas capital de Venezuela. Conocida como Iglesia de La Transfiguración del Señor, se encuentra ubicada en la Urb. El Cafetal del estado Miranda. Erigida el 31 de agosto de 1965.[60]